# 350509 Veproknedlozelo
350509 Veproknedlozelo este o planetă minoră (asteroid) din centura de asteroizi. A fost descoperită pe 14 ianuarie 2000 la Observatorul Kleť de Miloš Tichý⁠(d). 
Obiectul prezintă o orbită caracterizată de o semiaxă mare de 2,2181000094052 UAi, o excentricitate de 0,14, o înclinație de 6,3 ° în raport cu ecliptica.